# MPLC
Motion Picture Licensing Corporation (MPLC) este o companie independentă care acordă licențe de tip „Umbrella” pentru a asigura respectarea drepturilor de autor în ceea ce privește proiecțiile publice de filme. Clienții MPLC au posibilitatea de a efectua proiecții publice de film sau de alte opere sub licență de pe orice suport legal obținut și destinat inițial uzului personal acasă, cum ar fi DVD-uri sau preluate de pe internet, în spațiile proprii, în conformitate cu termenii și condițiile licenței de tip „Umbrella”.
De peste 25 de ani, MPLC este considerată una din principalele surse de informare cu privire la drepturile de autor, precum și de furnizare de licențe tip „Umbrella” pentru proiecții fără scop comercial ale filmelor în Statele Unite ale Americii. În 2003 MPLC a început operațiunile la nivel global, fiind prezentă acum în multe țări din Europa, America de Sud și Asia. În acest moment, peste 450.000 de locații din întreaga lume sunt acoperite de licență de tip „Umbrella”.
MPLC obține drepturile de licență de la studiourile de producție și apoi revinde aceste drepturi unei mari varietăți de organizații, printre care școli, cluburi private, biblioteci publice și corporații, etc. MPLC reprezintă peste 400 de studiouri și case de producție, de la cele mai importante studiouri de la Hollywood și studiouri independente, până la producători de film din afara Statelor Unite.